# Mamangaba
As mamangabas ou mamangavas são abelhas do gênero/género científico Bombus, que incluem numerosas espécies, como a Bombus terrestris, de ampla distribuição tanto no Brasil quanto em Portugal. Possuem abdome largo e piloso, geralmente de cor negra e amarela. Medem aproximadamente 3 centímetros de comprimento.

## Outros nomes e etimologia
Podem ser conhecidas ainda pelos nomes de Mangangá, mamangaba, mangango, mamangava, mangava, mangangava, mangangaba ou ainda vespa-de-rodeio no Brasil; e abelhão, mata-cavalo, abugão em Portugal; e ainda por vezes, tanto no Brasil quanto em Portugal, "zangão" (nome que também pode, porém, designar os machos de qualquer espécie de abelha)

## Características
As mamangavas são abelhas grandes (cerca de 3,6 cm), de modo de vida solitário, podendo gerar de 4 a 5 crias por ano, podem nidificar escavando galerias em troncos de árvores mortas, galhos ou qualquer tecido vegetal relativamente seco, sem fendas ou rachaduras, de preferência madeira mole, sendo que algumas espécies podem nidificar em tecidos vivos. Embora seja um abelha solitária, pode apresentar ninhos sociais, em que as fêmeas trabalham conjuntamente, entretanto essas abelhas não apresentam modo de vida igual as demais espécies sociais, que vivem obrigatoriamente em grupo.
Os machos são facilmente diferenciados das fêmeas, pois possuem coloração amarela. As mamavagavas são consideradas espécies multivoltinas, ou seja, elas podem ter de quatro a cinco gerações por ano, significando que elas constróem e cuidam de seus ninhos durante todo o ano, com maior frequência nos meses de dezembro a março
São grandes, peludas e emitem um zumbido alto ao voar. São muito importantes na polinização de muitas plantas. Uma mamangaba raramente ferroa, a não ser que seja provocada por algum tipo de barulho ou ser vivo; quando isso ocorre, porém, a sua ferroada é muito dolorosa. Ao contrário das abelhas do gênero Apis, uma mamangaba pode ferroar várias vezes.
Geralmente as mamangabas fazem ninhos forrados com pedaços de palha em buracos em troncos de árvore ou no solo, preferentemente em barrancos, podendo também fazer ninhos debaixo do piso de casas ou nos jardins. A mamangaba produz mel em pouca quantidade e armazena-o dentro de potes de cera e não em favos. Pela sua importância na polinização de vários tipos de plantas, principalmente o maracujá, sua perseguição, destruição, caça ou apanha é proibida no Brasil de acordo com a lei federal nº 9605 de 12 de fevereiro de 1998 (artigo 29).
Os abelhões operários, que trabalham na recolha de néctar, usam partes da boca para mordiscar e furar as folhas de plantas que não estão a florir, para as estimular a desabrochar mais cedo.

## O Paradoxo da Abelha[9]
De acordo com o mito, a mamangaba ou abelha seria incapaz de voar pelo tamanho de suas asas não ser proporcional ao seu peso. A história é antiga e se popularizou recentemente por causa do filme  Bee Movie - A História de uma Abelha. Ela é comumente usada em livros de autoajuda, com o acréscimo de que  sem que saiba disso ela voa mesmo assim, por não ligar para o que os humanos acham impossível.
A história teria se originado quando um aerodinamicista estava jantando com um biólogo, que buscava entender a aerodinâmica das asas das abelhas. Ele teria feito algumas contas em um guardanapo, esboçando seu voo como o de um avião, e teria provado que ela seria incapaz de voar. Outra possível origem seria Jakob Ackeret, famoso por seu trabalho pioneiro com a dinâmica de gases supersônicos.  As primeiras aparições na literatura científica são atribuídas a Reinhardt Demoll e a Antoine Magnan, que teria feito os cálculos junto com seu assistente André Saint-Lagué.

As conclusões errôneas ocorreram justamente pela comparação do voo da mamangaba com a de um avião. Enquanto o ar flui em regime laminar pelas asas do avião, a abelha movimenta suas asas de forma a gerar vórtices que a propelem. Apesar de gerar mais força de proporção em comparação ao avião, o voo é instável, pois os vórtices se desfazem rapidamente. Por isso, é necessário que as batidas de asas sejam de amplitude curta e de alta frequência. Também, devido ao seu tamanho, o ar se comporta de maneira mais viscosa do que objetos de escala humana.